# Jason Oost
Jason Oost (Den Haag, 10 oktober 1982) is een Nederlands voetbaltrainer en voormalig profvoetballer van Indonesische afkomst die doorgaans als vleugelaanvaller of aanvallende middenvelder speelde. Hij kwam van 2002 tot en met 2017 uit voor achtereenvolgens RKC Waalwijk, Sparta, VVV-Venlo, De Graafschap, Lommel United, Excelsior, Almere City en Quick Boys.

## Clubvoetbal
Oost  stroomde in 2002 door uit de jeugdopleiding van Feyenoord, maar debuteerde dat jaar in het betaald voetbal als speler van RKC Waalwijk. Hij maakte zijn debuut op 18 augustus 2002, toen hij tijdens een wedstrijd in de Eredivisie tegen De Graafschap na 56 minuten inviel voor Željko Petrović (4-2). Hij speelde drie seizoenen in Waalwijk, waarin hij op de negende, elfde en opnieuw negende plaats eindigde met de club.
Oost vertrok in de zomer van 2005 naar Sparta, dat in het voorgaande seizoen via de nacompetitie promoveerde naar de Eredivisie. Hij werd hier in zijn eerste jaar met acht doelpunten in de competitie clubtopscorer. De Rotterdamse club en hij bleven dat seizoen vier punten boven de degradatiestreep. Hij benutte onder meer twee penalty's in de voorlaatste speelronde tegen RKC. Oost en Sparta behielden zich ook het volgende seizoen in de Eredivisie, maar ditmaal zonder één goal van hem. Op 26 april 2007 werd bekend dat hij in het seizoen 2007/08 geen deel meer zou uitmaken van de selectie van Sparta. Oost werd het met de club niet eens over een nieuw contract.
Oost vond in 2007 in VVV-Venlo zijn derde club in de Eredivisie. Dit duurde niettemin maar één seizoen, want aan het eind van het jaar moest de Limburgse club na een zeventiende plaats de play-offs 2008 in. Hierin wees ADO Den Haag VVV terug naar de Eerste divisie. Oost had in zijn contract staan dat als de Venlose club zou degraderen, hij mocht vertrekken. In het seizoen 2008/09 kwam hij derhalve uit voor De Graafschap. Hier herhaalde de geschiedenis zich: degradatie na een zeventiende plaats en verlies in de play-offs 2009, nu tegen RKC. Oost vermeed opnieuw de Eerste divisie en ging spelen voor Lommel United, in de Tweede klasse in België. Daarin werd hij twee jaar achter elkaar tweede met de club.
Oost keerde in 2011 terug naar Nederland en ging deze keer met Excelsior in de Eredivisie spelen. Via een zestiende plaats moest hij voor de derde keer in zijn carrière de play-offs in, maar de deze editie overleefde hij met zijn club. Hoewel ditmaal niet gedegradeerd, ging hij zelf nu wel naar de Eerste divisie om de laatste vier jaar van zijn carrière in het betaald voetbal door te brengen bij Almere City. Hiermee plaatste hij in zijn laatste twee jaar ook voor de play-offs 2015 en de play-offs 2016. Deze keer waren dit alleen bonussen in plaats van verplichtingen. Promotie zat er beide keren niet in. Wel maakte Oost in zijn afsluitende jaar in het officiële betaalde voetbal het hoogste aantal competitiedoelpunten in zijn carrière en een hattrick tijdens een met 1–4 gewonnen wedstrijd tegen FC Emmen in de daaropvolgende play-offs.
In juli 2016 sloot Oost zich aan bij Quick Boys. Dat zou dat jaar uitkomen in de eerste jaargang van de nieuw gevormde Derde divisie. Door een aantal blessures heeft hij voornamelijk in de tweede seizoenshelft gespeeld, maar Oost maakte dat seizoen 2016/17 in zestien wedstrijden vijf doelpunten voor de Blauw Witte Narren.
In mei 2017 beëindigt Jason Oost zijn loopbaan als voetballer en gaat zich vanaf dan storten op een trainerscarrière. In het seizoen 2017/18 is hij actief als assistent-trainer bij Jong Almere City FC en eindverantwoordelijke van Almere City FC onder de 17 jaar.

## Clubstatistieken
| Seizoen | Club          | Land      | Competitie     | Duels | Goals |
| ------- | ------------- | --------- | -------------- | ----- | ----- |
| 2002/03 | RKC Waalwijk  | Nederland | Eredivisie     | 30    | 3     |
| 2003/04 | RKC Waalwijk  | Nederland | Eredivisie     | 26    | 2     |
| 2004/05 | RKC Waalwijk  | Nederland | Eredivisie     | 28    | 7     |
| 2005/06 | Sparta        | Nederland | Eredivisie     | 30    | 8     |
| 2006/07 | Sparta        | Nederland | Eredivisie     | 28    | 0     |
| 2007/08 | VVV-Venlo     | Nederland | Eredivisie     | 31    | 6     |
| 2008/09 | De Graafschap | Nederland | Eredivisie     | 30    | 5     |
| 2009/10 | Lommel United | België    | Tweede klasse  | 23    | 2     |
| 2010/11 | Lommel United | België    | Tweede klasse  | 32    | 8     |
| 2011/12 | Excelsior     | Nederland | Eredivisie     | 21    | 1     |
| 2012/13 | Almere City   | Nederland | Eerste divisie | 27    | 7     |
| 2013/14 | Almere City   | Nederland | Eerste divisie | 35    | 2     |
| 2014/15 | Almere City   | Nederland | Eerste divisie | 25    | 1     |
| 2015/16 | Almere City   | Nederland | Eerste divisie | 28    | 9     |
| Totaal  | Totaal        | Totaal    | Totaal         | 394   | 61    |